# ارون مارتين
ارون مارتين (بالإنجليزية: Aaron Martin)‏ (29 سبتمبر 1989 في المملكة المتحدة - ) هو لاعب كرة قدم بريطاني في مركز الدفاع. لعب مع برمنغهام سيتي وكريستال بالاس وكوفنتري سيتي ونادي ساوثهامبتون ويوفل تاون ونادي سالزبري سيتي وEastleigh F.C. ‏.

## وصلات خارجية
- ارون مارتين على موقع قاعدة بيانات كرة القدم.إي يو (الإنجليزية)
- ارون مارتين على موقع Soccerbase.com (لاعب) (الإنجليزية)
- ارون مارتين على موقع Soccerway.com (الإنجليزية)
- ارون مارتين على موقع AS.com (الإسبانية)